# Александра Шљахова
Александра Николајевна Шљахова (рус. Александра Николаевна Шляхова; Запорожје, 1923 — Добеле, 7. октобар 1944) била је совјетски војник. 

## Биографија
Са нападом Немаца на Совјетски Савез 22. јуна 1941. евакуирана је са мамом, сестром и братом за Урал. 
17. децембра у Чебаркуљском рејону позвана је на служење војске (59. гардијски стрељачки пук 21. гардијске стрељачке дивизије). У децембру 1942. са одликом заврши школу снајпериста. За награду добије снајперску пушку са посвећеним натписом на кундаку. Од августа 1943. била је на фронту са 21. гардијском дивизијом.
Првог децембра 1943. рањена је шрапнелом мине док су за време заседе убили неколико немачких војника, у пару са снајпером Клаудијом Прјадко, која је погинула због шрапнела у главу.   Након рехабилитације врачена је у строј. 5. децембра 1943. у 8. чету 59. гардијског стрељачког пука. У чину млађег водника награђена је Црвеном звездом. Јануаром 1944. за уништење 55 војника награђена је медаљом За одбрану (рус. За отвагу) а исти месец 31. јануара 1944. са редом црвене заставе (рус. Орден Красного Знамени). Дошла је до чина старшине и била командиром снајперског вода. Умрла је 7. октобра 1944.   код града Добеле (тада Летонска Совјетска Социјалистичка Република, данас Летонија) где је и сахрањена.
Ликвидирала је 69 немачких војника. Посмртно је одликована Орденом 1. степена домовинског рата. Њезина снајперска пушка налази се у Војном музеју у Москви. 
По њеном имену у граду Запорожје названа је (била) основна школа.
Према књизи Светлане Алексијевич (Рат нема женско лице, 1985), записала је и причу Клаудије Григоровне Крохине (такође жена-снајпер у другом рату) која је рекла да је живот изгубила у снајперском дуелу, а издао ју је црвени шавл, којег је волела носити.